# Marynarka Teba

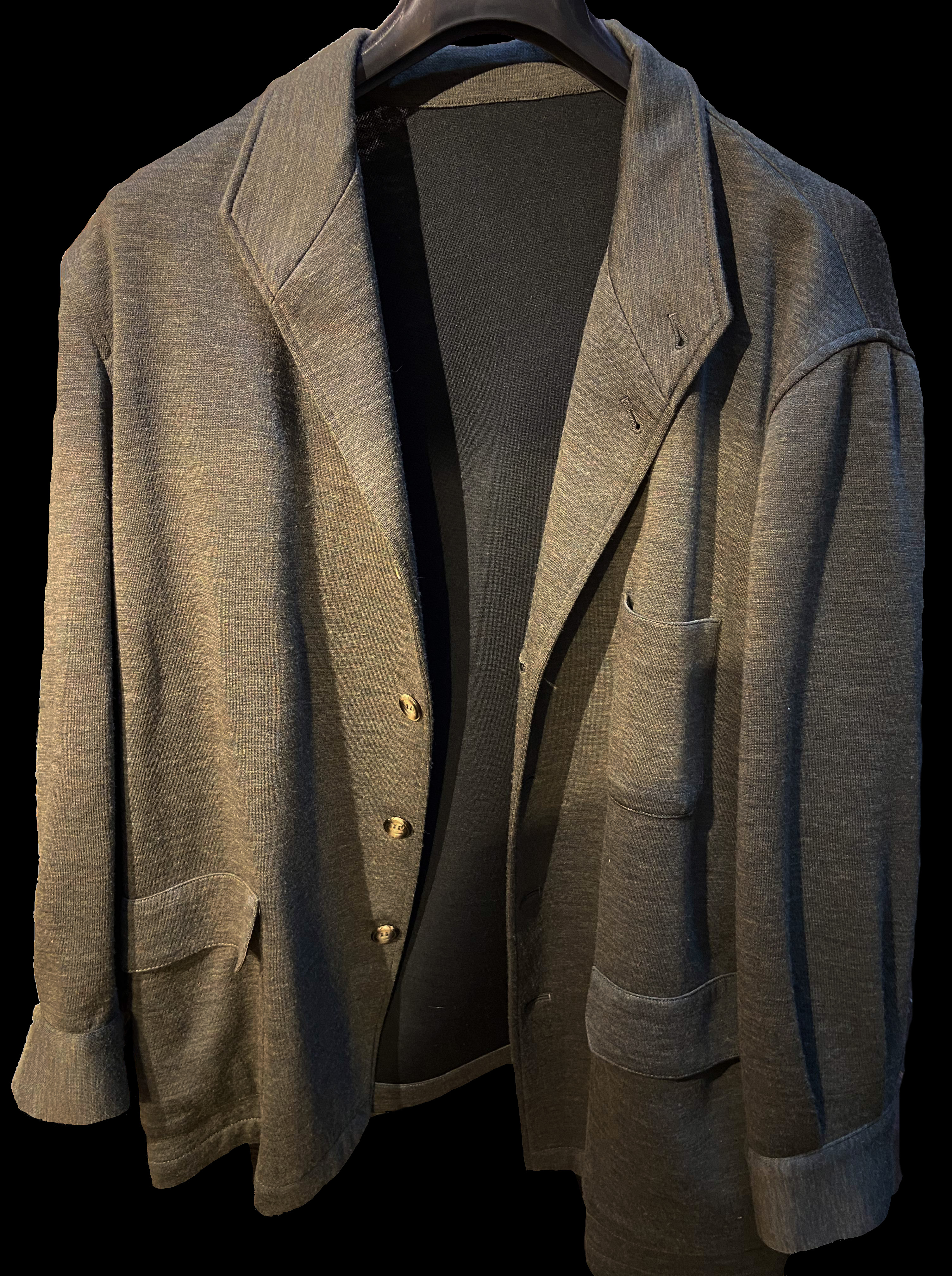
Oliwkowa marynarka Teba

Marynarka Teba to miękka, jednorzędowa marynarka bez wypełnienia oraz bez szliców, posiadająca klapy bez wcięć i rękawy przypominające te od koszuli. Pierwotnie została zaprojektowana jako blezer strzelecki, który nie utrudniałby unoszenia łokcia podczas strzelania. Po raz pierwszy została uszyta w Zarautz w Hiszpanii. Nazwano ją na cześć 22. hrabiego Teba, Carlosa Alfonso de Mitjansa y Fitz-Jamesa Stuarta, który otrzymał podobną odzież jako prezent od Alfonsa XIII podczas polowania na kuropatwy w Hiszpanii. Od tego czasu marynarka Teba noszona była nie tylko jako kultowy element hiszpańskiego stroju wiejskiego ale także jako strój miejski ze względu na jej popularność na całym świecie. Od samego początku marynarki Teba silnie kojarzyły się z arystokratycznymi, posiadającymi ziemię klasami wyższymi.